# موريس دبليو. جونسون
موريس دبليو. جونسون (بالإنجليزية: Maurice W. Johnson)‏ هو لاعب شطرنج بالمراسلة ‏ بريطاني، ولد في 18 يوليو 1940.

## وصلات خارجية
- موريس دبليو. جونسون على موقع مباريات الشطرنج (الإنجليزية)
- موريس دبليو. جونسون على موقع اتحاد المراسلات الدولية للشطرنج (الإنجليزية)